# Coś (film 2011)
Coś (tytuł oryg. The Thing) – amerykańsko-kanadyjski film fabularny z 2011 roku, wyreżyserowany przez Matthijsa van Heijningena Jr. na podstawie scenariusza Erica Heisserera. Prequel klasycznego projektu Johna Carpentera o tym samym tytule, również oparty na motywach powieści Who Goes There? autorstwa Johna W. Campbella. Gatunkowo film stanowi hybrydę horroru, thrillera i fantastyki naukowej.
Produkcja spotkała się z mieszanymi reakcjami krytyków. Recenzenci uznali, że prequel jest „niewolnikiem carpenterowskiego oryginału”. Pomimo tego typu głosów krytyki, film uzyskał dwie nominacje do nagrody Saturna: jako czołowy horror 2011 roku oraz w kategorii „najlepsze efekty specjalne”.

## Opis fabuły
W 1982 roku ekipa amerykańskich i norweskich naukowców, wysłana na Antarktydę, odkrywa obcą formę życia, pochowaną głęboko pod lodem. Obcy okazuje się być dla nich śmiertelnym zagrożeniem, potrafi bowiem przenikać do ludzkiego organizmu.

## Obsada
- Mary Elizabeth Winstead − Kate Lloyd
- Joel Edgerton − Sam Carter
- Ulrich Thomsen − dr. Sander Halvorson
- Adewale Akinnuoye-Agbaje − Derek Jameson
- Eric Christian Olsen − Adam Finch
- Trond Espen Seim − Edvard Wolner
- Kristofer Hivju − Jonas
- Stig Henrik Hoff − Peder